# Wynnella auricula
Wynnella auricula är en svampart som först beskrevs av Jakob Christan Schaeffer, och fick sitt nu gällande namn av Jean Louis Emile Boudier 1885. Wynnella auricula ingår i släktet Wynnella och familjen Helvellaceae. Inga underarter finns listade i Catalogue of Life.